# Opera Mobile
Opera Mobile – mobilna przeglądarka internetowa przeznaczona dla urządzeń przenośnych, produkowana przez firmę Opera Software. Najnowsza stabilna wersja (v12) dostępna jest bezpłatnie na urządzenia wyposażone w system Symbian, Windows Phone i Android. Dla urządzeń z systemem Windows Mobile dostępna jest wersja 10.